# 矢ヶ浦岳
矢ヶ浦岳（やがうらだけ、矢ヶ浦山〈やがうらやま〉とも）は、山口県長門市日置上にある山である。標高279.2m。
長門市の日本海沿い、中心部が見渡せる位置にあることもあって、長門市及び周辺のテレビ・ラジオの電波の中継所に使われている。萩テレビ・FM中継放送所（萩市）と同じく、各局の中継局2次プラン局でもある。なお、NTTの無線中継はここではなく、萩市との境にある、日尾山で行っている。

## 長門テレビ・FM中継放送所
この地点から、長門市北部（おおむね国道191号沿い）・萩市三見地区の約12000世帯に電波を送信している。地上デジタル放送の電波もここから発射する。なお、標高や地形の関係から、長門市山間部の俵山地区や旧油谷町の向津具半島西部は長門局の公式受信エリアに含まれていない。これらのエリアには別途中継局やミニサテライト局を設けている。
混信対策のため、VHF局は垂直偏波、アナログUHF局・デジタルテレビは水平偏波となっている。これは萩テレビ・FM中継放送所も同様。
置局住所は、テレビ・県域FMが「山口県長門市日置上字弾ヶ浦1381-3」、コミュニティFMのみ「長門市日置上字弾ヶ浦1380」。

### FM補完中継局
| 周波数（MHz） | 放送局名     | 空中線電力 | 実効輻射電力 | 放送対象地域 | 放送区域内世帯数 | 開局年月日    |
| ------------- | ------------ | ---------- | ------------ | ------------ | ---------------- | ------------- |
| 86.4          | KRY 山口放送 | 20W        | 32W          | 山口県       | -                | 2016年4月18日 |

- KRY長門FMは、山口県長門市及びその周辺で発生している外国波混信による難聴を解消することを目的に設置をするもの[6]。

### 地上デジタルテレビジョン放送
| リモコンキーID | 放送局名          | 物理チャンネル (リパック前) | 空中線電力 | ERP  | 放送対象地域 | 放送区域内世帯数 | 偏波面   | 備考       |
| -------------- | ----------------- | --------------------------- | ---------- | ---- | ------------ | ---------------- | -------- | ---------- |
| 1              | NHK山口総合テレビ | 41ch (61ch)                 | 30W        | 210W | 山口県       | 約1万2千世帯     | 水平偏波 | 脚注を参照 |
| 2              | NHK山口教育テレビ | 45ch (58ch)                 | 30W        | 195W | 全国放送     | 約1万2千世帯     | 水平偏波 | 脚注を参照 |
| 3              | tysテレビ山口     | 46ch                        | 30W        | 210W | 山口県       | 約1万2千世帯     | 水平偏波 | 無し       |
| 4              | KRY山口放送       | 42ch                        | 30W        | 210W | 山口県       | 約1万2千世帯     | 水平偏波 | 無し       |
| 5              | yab山口朝日放送   | 47ch                        | 30W        | 200W | 山口県       | 約1万2千世帯     | 水平偏波 | 無し       |

- 2007年9月26日に予備免許を交付（萩中継局・柳井中継局と同時）[1]、10月19日に試験放送を開始し、同年11月1日に本放送開始。
- NHK以外は、萩中継局とチャンネルが同一である（変更後のNHK教育も）。
- アナログ放送と同一出力で、デジタルではアナログ換算で300wとなるため実質、増力である。

### 地上アナログテレビジョン放送
| 放送局名          | チャンネル | 空中線電力        | 最大実効輻射電力  | 放送対象地域 | 放送区域内世帯数 | 偏波面   | 開局年月日    | 閉局年月日    |
| ----------------- | ---------- | ----------------- | ----------------- | ------------ | ---------------- | -------- | ------------- | ------------- |
| NHK山口総合テレビ | 8ch-       | 映像10W /音声2.5W | 映像20W /音声5W   | 山口県       | -                | 垂直偏波 | 1965年2月1日  | 2011年7月24日 |
| KRY山口放送       | 10ch-      | 映像10W /音声2.5W | 映像20W /音声5W   | 山口県       | -                | 垂直偏波 | 1966年9月22日 | 2011年7月24日 |
| NHK山口教育テレビ | 12ch+      | 映像10W /音声2.5W | 映像20W /音声5W   | 全国放送     | -                | 垂直偏波 | 1965年2月1日  | 2011年7月24日 |
| yab山口朝日放送   | 19ch       | 映像30W /音声7.5W | 音声310W /音声77W | 山口県       | -                | 水平偏波 | 1993年10月1日 | 2011年7月24日 |
| tysテレビ山口     | 21ch       | 映像30W /音声7.5W | 映像300W /音声75W | 山口県       | -                | 水平偏波 | 1971年1月21日 | 2011年7月24日 |

- チャンネルは、全局阿東中継局と同一である。

## 交通アクセス
- 鉄道は、JR黄波戸駅または長門市駅で下車。
- バス（ブルーライン交通）は、「矢ヶ浦口」バス停などで下車。

## 周辺
- 黄波戸温泉
- 千畳敷

## 備考
1. 1 2  総務省中国総合通信局 (2007年9月26日). “地上デジタルテレビジョン放送局（中継局）の予備免許を交付 〜広島県「竹原」中継局・山口県「萩」「長門」「柳井」中継局に予備免許〜”.  総務省. 2010年1月30日閲覧。
2. ↑  標高は、西隣の千畳敷（333m）、雨乞山、妙見山（379m）より低く、南部には標高300m〜500mの山がそびえる。
3. ↑  総務省
4. ↑  中継局の概要 山口放送
5. ↑  KRYラジオのツイート (721881642143354880)
6. ↑  山口県内のAMラジオ難聴対策でFM補完中継局に予備免許
7. 1 2  （数字ch）は、2012年1月9日から2月27日の間に変更されるチャンネル。地上デジタルテレビジョン放送局チャンネル変更予定表 (PDF)
8. ↑  試験放送・本放送ともに開始時期が山口親局と同じ。